# Кильдинська протока
Кильдинська протока (рос. Кильдинский пролив; Кильдинская салма) — протока у Баренцовому морі, відокремлює острів Кильдин від Мурманського берега Кольського півострова.
Довжина 19 км. Ширина від 700 м до 4 км. Глибина до 142 м. На фарватері найменша глибина 29 м. Берег урвистий, скелястий.
У протоці розташовується острів Малий Кильдин. У східній частині протоки є Кильдинська банка, на глибині 11 м. На узбережжі виділяються миси Бик, Пригонний, Коровій, Могильний (острів Кильдин) Топоркова Пахта, Чеврай (Мурманський берег). У південній частині протоки є затока Пенелухт, бухти Коренкол і Ручьї; у північній частині Могильна бухта. У протоку впадають річки Зарубіха і Чорна, також впадає безліч струмків, найбільші з яких Червяной, Аленков, Гусячий, Тресчаний, Кислий і Собачий.
Названий по острову Кильдин.
На березі протоки розташовані населені пункти Східний Кильдин та Західний Кильдин.
Протока знаходиться в акваторії сільського поселення Териберка Кольського району Мурманської області.